# (42479) Tolik
(42479) Tolik est un astéroïde de la ceinture principale.

## Description
(42479) Tolik est un astéroïde de la ceinture principale. Il fut découvert le 28 septembre 1981 à Naoutchnyï par Lioudmila Jouravliova. Il présente une orbite caractérisée par un demi-grand axe de 2,67 UA, une excentricité de 0,12 et une inclinaison de 6,6° par rapport à l'écliptique.

## Compléments